# Palacio del Marqués de Salamanca
El palacio del Marqués de Salamanca está situado en el paseo de Recoletos de Madrid (España). Lo hizo construir José de Salamanca y Mayol, Marqués de Salamanca, a mediados del siglo XIX, en una zona que, aunque se encontraba dentro del recinto limitado por la cerca de Felipe IV, aún era suburbana. Ya durante el siglo XIX pasó a ser propiedad de una entidad bancaria, que sometió el edificio a diversas modificaciones para adecuarlo al uso empresarial. Desde 2000 es bien de interés cultural en la categoría de monumento. Es la sede madrileña de la Fundación BBVA.

## Situación
El edificio se encuentra en el paseo de Recoletos, número 10, de Madrid, con vuelta a la calle de Salustiano Olózaga. La finca en la que se encuentra tiene dos entradas, una en el paseo, y la otra en la esquina con Salustiano Olózaga.

## Descripción

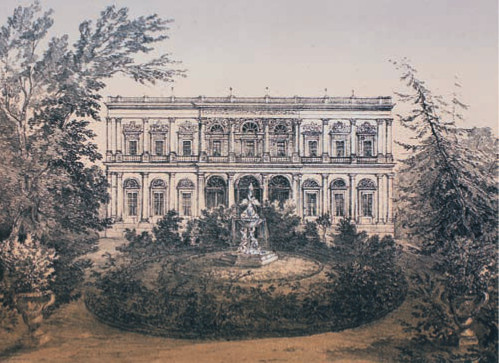
Litografía del palacio del Marqués de Salamanca en la década de 1860, por Andreas Pic de Leopold.

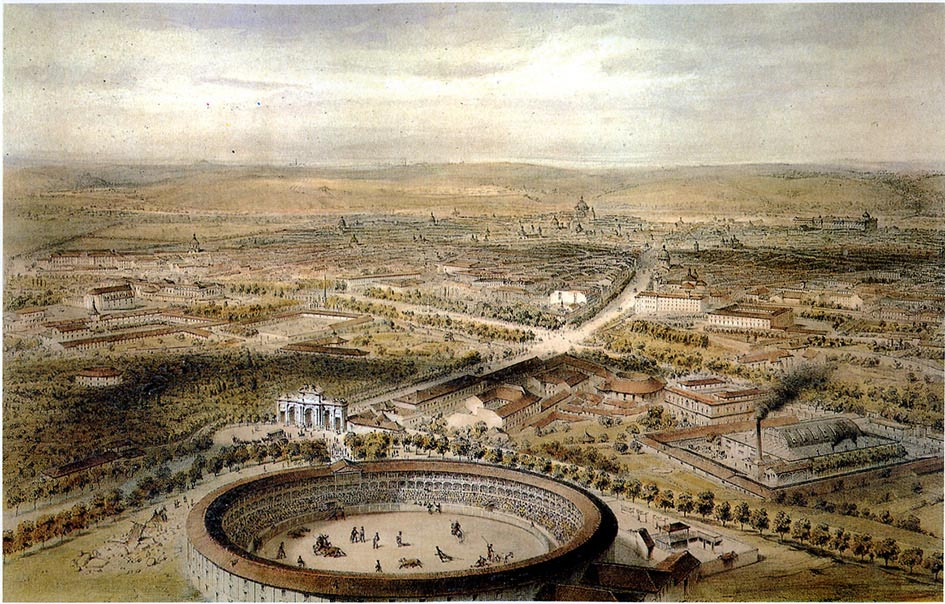
En primer plano la plaza de toros de la Puerta de Alcalá, en una vista aérea del Madrid de 1854 dibujada por el grabador, litógrafo y arquitecto francés Alfred Guesdon. Se aprecian, además, el Palacio del Retiro, la Puerta de Alcalá, el Real Pósito y el palacio del Marqués de Salamanca, casi terminado, a la derecha de la imagen. A su espalda, la chimenea de la fábrica de carruajes.

El madrileño paseo de Recoletos, gracias al plan de reformas impulsado por Mesonero Romanos en 1846, se convirtió en lugar de preferencia de la alta burguesía para radicar su residencia. De ahí que fuera también la elección de una de las personalidades más atractivas y emprendedoras de la historia madrileña, como es el caso de José de Salamanca y Mayol, Marqués de Salamanca. Este hombre, en el período isabelino, fue banquero, político y empresario de negocios de muy distintas iniciativas que iban desde el terreno inmobiliario a los ferrocarriles. Paralelamente a su actividad empresarial, fue también mecenas de las artes, siendo famosas sus colecciones de arte y arqueología.
El Marqués de Salamanca encargó en 1846 el proyecto de un palacio-residencia suburbano al arquitecto Narciso Pascual y Colomer, que había saltado a la fama por ganar el concurso para erigir el palacio de las Cortes de España en la carrera de San Jerónimo (Pedro Navascués, sin embargo, afirma que para 1845 el palacio estaba ya en construcción). El banquero acababa de atravesar una buena racha en la bolsa, que había incrementado su fortuna. Para ello eligió los terrenos que había adquirido al conde de Oñate en 1845, un solar de unos doscientos mil pies cuadrados lindando con el Pósito de Madrid que había pertenecido al desamortizado convento de los agustinos recoletos que dio nombre al paseo de Recoletos, un lugar cercano a la plaza de Cibeles. No obstante, a pesar de las prometedoras perspectivas que la zona ofrecía, lo cierto es que la ubicación elegida tenía todavía cierto carácter industrial, debido a la ya citada presencia del Real Pósito o a la de la fábrica de carruajes que, con su enorme chimenea, se encontraba a la espalda de la ubicación elegida, como puede verse en la conocida vista aérea de Madrid que Alfred Guesdon dibujó en 1854, y a poca distancia de la cerca que aún seguía constriñendo la expansión de Madrid.
La construcción del edificio siguió las vicisitudes de la azarosa vida del Marqués de Salamanca. En su Diccionario, en 1847, Pascual Madoz mencionaba que el palacio estaba sin terminar. Su exilio en 1848 significó, sin embargo, la paralización de la construcción e incluso la posibilidad de que fuese subastado para hacer frente a las deudas que habían llevado al Marqués a la quiebra. Amnistiado en 1849, volvió a España y pudo recuperar su fortuna. Las obras se reanudaron en 1850 y la inauguración pudo llevarse a cabo el 18 de diciembre de 1858 con una gran fiesta.
El edificio finalmente inaugurado era una construcción exenta de planta rectangular con un gran patio central o cortile que servía de distribuidor de las distintas dependencias. Estaba rodeado por el jardín y cerrado por una verja. Constaba de un sótano situado en la crujía posterior; planta baja donde se ubicaban el vestíbulo, salas y antesalas y planta principal o piano nobile. A esta planta principal se accedía a través de tres escaleras, dos subalternas y la principal que tenía su arranque en el vestíbulo de la planta baja. En esta planta se situaba un salón en la crujía que daba al jardín delantero, el comedor y las alcobas. El edificio tenía una fachada principal que da al paseo de Recoletos, una posterior que daba a los jardines de la parte trasera de la finca, y dos fachadas laterales casi sin perspectiva. Debido a la configuración de la finca, con un frente reducido y una gran profundidad, la planta del edificio tiene ligeramente más fondo que anchura, pero el efecto es imperceptible al contar todas las fachadas con el mismo número de huecos.

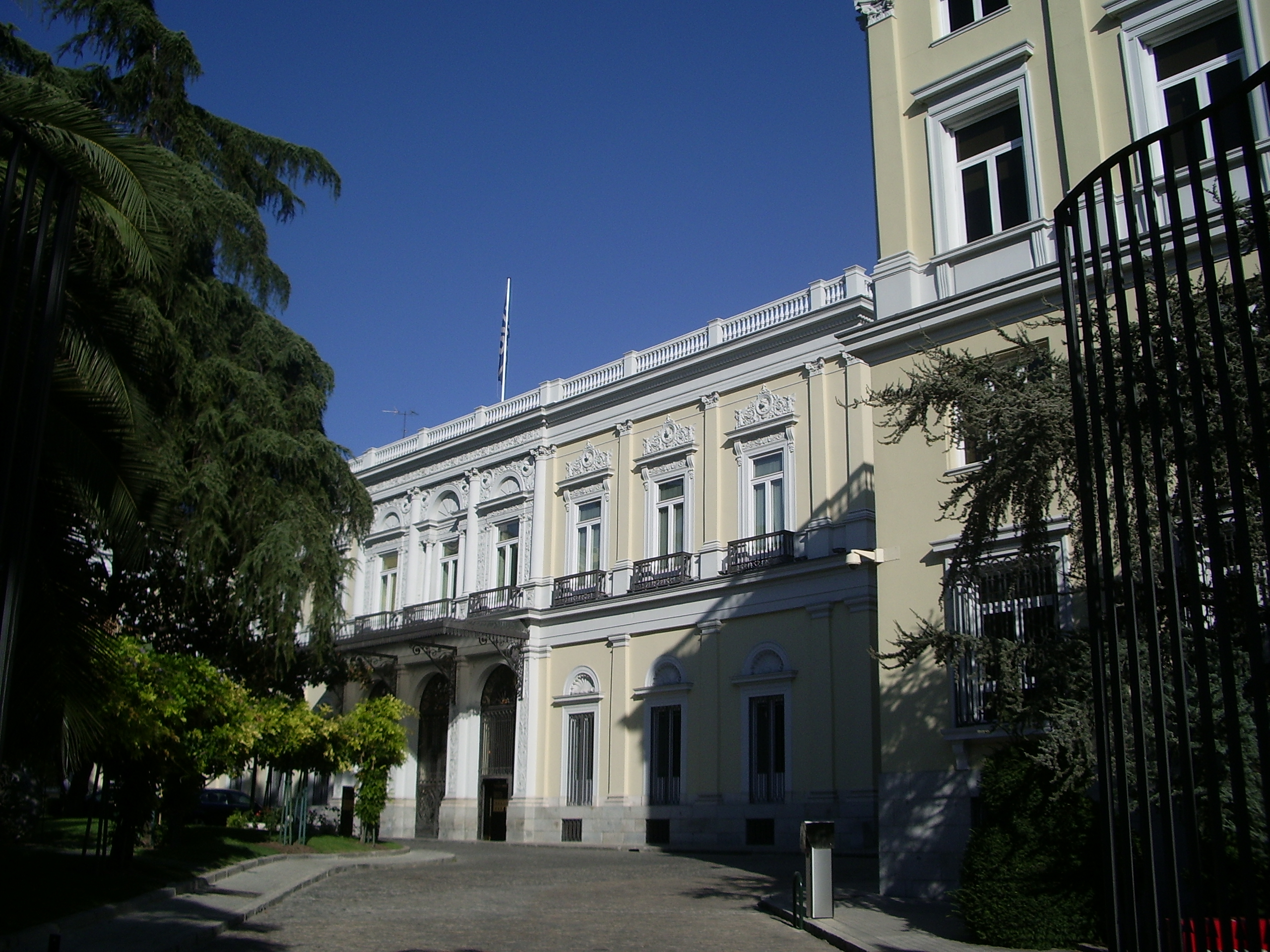
Fachada principal del palacio del Marqués de Salamanca. A la derecha, uno de los pabellones construidos durante el.

En el exterior Pascual y Colomer parece inspirarse en el renacimiento italiano, tomando como modelo el palacio Chigi de Peruzzi, aunque introduce otros elementos como el esquema serliano de la parte central de la fachada principal, en la que la planta baja adopta un orden dórico, con tres arcos de medio punto, decorados con pilastras con el fuste adornado con motivos renacentistas. El acceso al vestíbulo se hace a través de estos tres arcos. En la planta superior estos arcos, que dan al salón principal, se corresponden con tres vanos enmarcados por pilastras corintias y adintelados con profusa decoración plateresca, que se acentúa en el vano central, el cual aparece enmarcado por delicadas columnas exentas. Remata la fachada principal una terraza con balaustrada y pisos áticos sobre las fachadas laterales. La fachada principal se estructura en tres paños iguales, cada uno de los cuales se divide a su vez en tres partes, generando nueve huecos. Los cuerpos laterales llevan el mismo número de huecos, adintelados, sobre montados por arcos de medio punto a modo de arcos de descarga vaciados. Los ejes verticales quedan subrayados por pilastras de fino diseño.
A lo largo de su historia, el inmueble ha sufrido diversas transformaciones fruto de la adaptación a las necesidades del cambio de uso. En 1876 el Marqués vendió el palacio al recién creado Banco Hipotecario de España por la mala situación económica que atravesaba y se trasladó al Palacio de Vista Alegre. En 1905, el banco encargó una primera ampliación, obra del arquitecto Valentín Roca Carbonell. Consistió en la construcción de un pabellón. En 1919, el arquitecto Joaquín Saldaña abordó la construcción de otro pabellón para los servicios de portería. La mayor reforma fue la que llevó a cabo Luis Gutiérrez Soto entre 1947 y 1948, cuando se construyó el pabellón sur, se amplió el pabellón norte y se llevó a cabo la unión de ambos pabellones con el palacio. En el interior del edificio se adaptó el patio de la planta baja a patio de operaciones del banco. Asimismo se modificaron el portal, el vestíbulo, las escaleras de acceso a los pabellones norte y sur y la distribución de la planta principal.
El palacio conserva una colección de pintura mural que decora algunas de las dependencias, inspiradas en motivos pompeyanos; unos magníficos suelos taraceados en maderas nobles y varias chimeneas francesas esculpidas en mármol de Carrara blanco. En el jardín se conservan tres fuentes, dos de ellas con grupos escultóricos.
En 1977 se incoó expediente de declaración de Conjunto Histórico a favor de las zonas y de los monumentos con sus correspondientes entornos en la Villa de Madrid, entre los que se encontraba el palacio del Marqués de Salamanca. Obtuvo informe favorable de la Real Academia de Bellas Artes de San Fernando en 1984. En 1991, con la creación de Argentaria, que englobaba todos los bancos pertenecientes al Estado, entre ellos el Hipotecario, el palacio pasó a ser parte de su patrimonio. En 1999, al ser absorbido Argentaria por el BBV, pasó a ser propiedad de la nueva entidad, el BBVA. En 2000 fue declarado bien de interés cultural en la categoría de Monumento. Actualmente es la sede de la Fundación BBVA en Madrid.

## Jardines

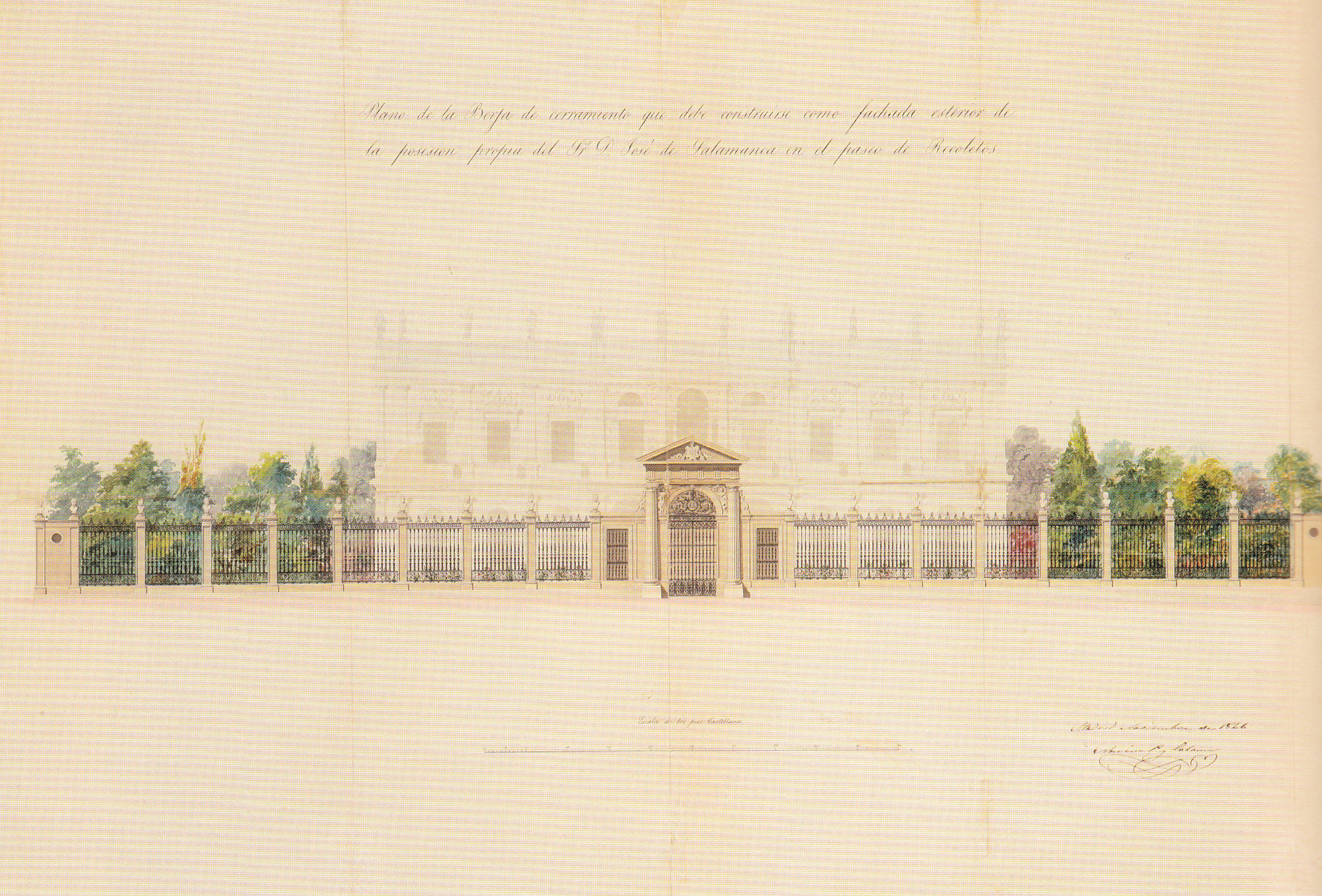
Verja original del palacio, diseñada por Narciso Pascual y Colomer y posteriormente eliminada.

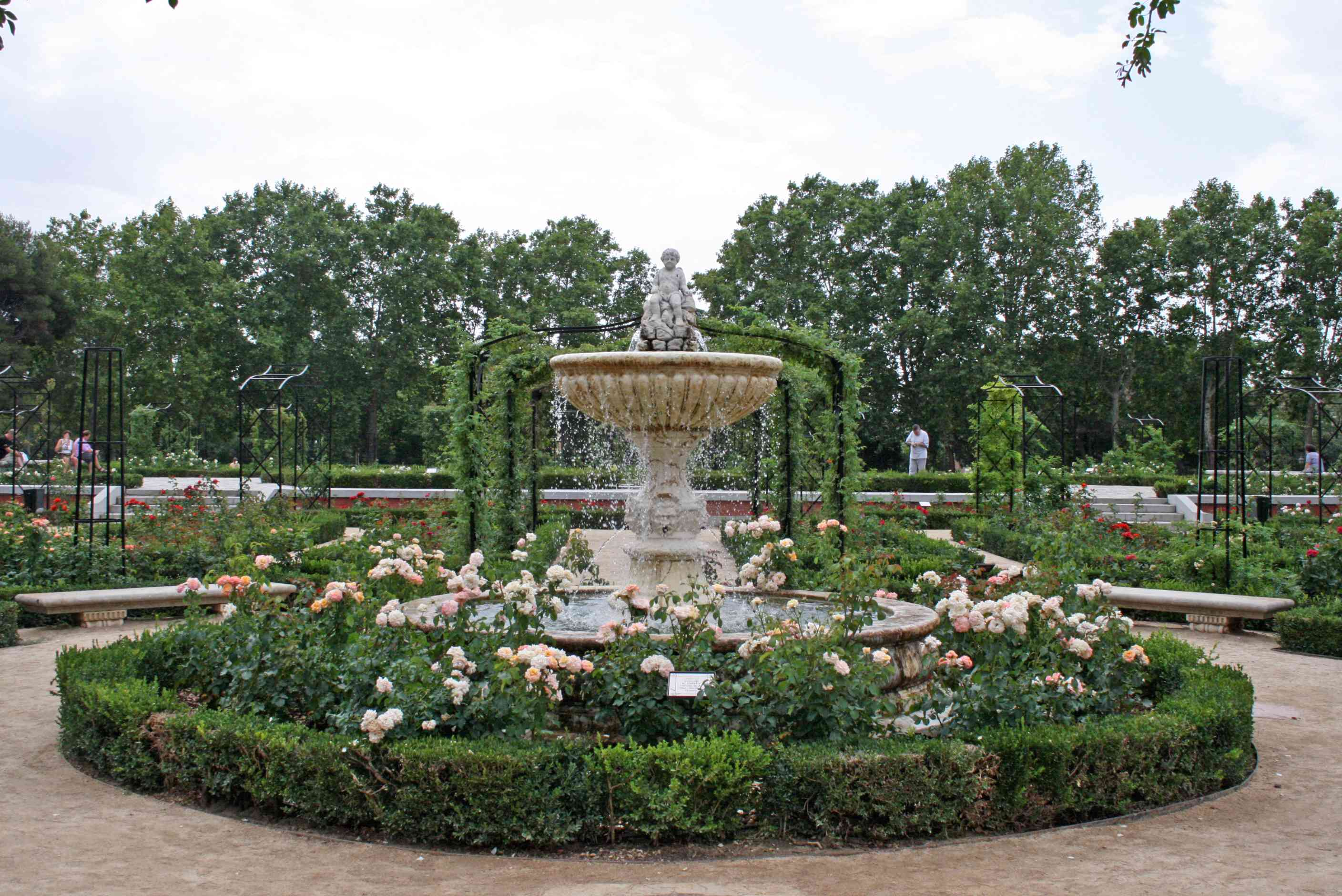
Fuente del Amorcillo, procedente de los jardines del palacio del Marqués de Salamanca, en la actualidad se encuentra en La Rosaleda del Retiro.

Pascual y Colomer diseñó unos jardines que actuaban de complemento al palacio. Se conserva también una acuarela del propio arquitecto en el que se describe la entrada monumental diseñada para el palacio. En ella aparece una verja situada frente al paseo de Recoletos sostenida por columnas coronadas por bustos. En el centro una puerta monumental similar a la puerta principal del Real Jardín Botánico diseñada por Sabatini: vano de medio punto flanqueado por columnas dóricas, que sostienen un entablamento y un frontón, en el que aparece el escudo del Marqués de Salamanca. A su espalda, aparecían diversos ejemplares del arbolado que comprendía el jardín delantero. Este cierre monumental desapareció en 1859, al alinearse el paseo de Recoletos y perder unos metros la finca por dicho lado.
El jardín rodeaba el palacio por todos sus lados. A diferencia de otros palacetes construidos en la zona, con la fachada a la calle, la fachada del palacio del Marqués de Salamanca se encontraba separada del paseo de Recoletos por una superficie ajardinada. La finca es rectangular, con mucha más profundidad que frente, por lo que el proyecto de Pascual y Colomer incluyó parterres alargados a cada lado, en tanto que en las partes anterior y posterior se disponían parterres curvos de tipo "isabelino". En el jardín posterior se instaló una estufa (un invernadero) con fuentes en su interior, hecho en hierro y cristal, fabricado en los talleres Konnan de Londres, y que costó 100 000 pesetas de la época. De todas las zonas ajardinadas, la única que pervive es la de la zona delantera, ya que las nuevas construcciones que se adosaron al palacio se levantaron sobre los jardines posterior y laterales.
Cuando en 1876, el Marqués tuvo que vender el palacio, cedió la estufa al Ayuntamiento de Madrid, que la instaló en el parque del Buen Retiro. En 1915, en torno a la estufa se desarrolló La Rosaleda, con proyecto de Cecilio Rodríguez, jardinero mayor del Retiro y director de departamento de Parques y Jardines del Ayuntamiento de Madrid. Sin embargo, durante la Guerra Civil resultó destruida, y en la actualidad, en el centro de La Rosaleda, solo se conserva el basamento de ladrillo que actualmente limita el estanque. También en La Rosaleda se conservan dos fuentes, de granito y mármol, que proceden de los jardines del palacio del Marqués de Salamanca: la Fuente del Amorcillo y la Fuente del Fauno.